# ウェスティン都ホテル京都
- マリオット・インターナショナル > ウェスティン・ホテルズ&リゾーツ > ウェスティン都ホテル京都
- 都ホテルズ&リゾーツ > ウェスティン都ホテル京都

ウェスティン都ホテル京都（ウェスティンみやこホテルきょうと、The Westin Miyako Kyoto）は、京都府京都市東山区粟田口華頂町1番地に所在する高級ホテル。
都ホテルズ&リゾーツの古参ホテルであり、マリオット・インターナショナルが展開するウェスティン・ホテルズ&リゾーツの1つでもある。
運営は近鉄・都ホテルズで、旧名称は（「都ホテル京都」ではなく）「都ホテル」。

## 概要
- 住所: 京都市東山区粟田口華頂町1番地
- 客室数: 266室[1]
- 飲食店: 5か所 
  - 洛空 - ダイニング
  - ドミニク・ブシェ キョート - フレンチレストラン・鉄板焼
  - メイフェア - ティーラウンジ
  - 麓座 - バー
- 宴会場: 20室
- 運営: 株式会社近鉄・都ホテルズ

2018年まで客室数は499室（スイートルーム11室）であり、飲食施設として中国料理「四川」、日本料理「華頂」、カフェレストラン「アクアブルー」などが営業していた。

## 沿革
1890年4月、油商の西村仁兵衛が華頂山麓に保養遊園地「吉水園」を創業。1900年に園内にて「都ホテル」を創業。以来、日本最大の観光地である京都の迎賓館として君臨し続けてきた。1960年には村野藤吾の設計による現在の本館が完成。1966年にウェスティンホテルズと業務提携を行った。
2002年4月に、都ホテルがウェスティンを買収したスターウッド・ホテル&リゾートと提携し、ウェスティンブランドに仲間入りし、現在の名称に変更。これに伴い、大規模なリノベーションを行い新装オープン。スターウッドが持つ世界規模の会員組織と予約システムにより、それまで少なかった外国人宿泊客が4人に1人に急増するなど、客室平均稼働率は提携前の60 %から80 %に上昇している。
2003年には佳水園がDOCOMOMO JAPAN選定 日本におけるモダン・ムーブメントの建築に選ばれている。
なお、2020年の創業130年の節目に合わせて大規模リニューアル工事が2018年6月から行われ、2021年4月にすべてのリニューアルを終えた。

## 設備

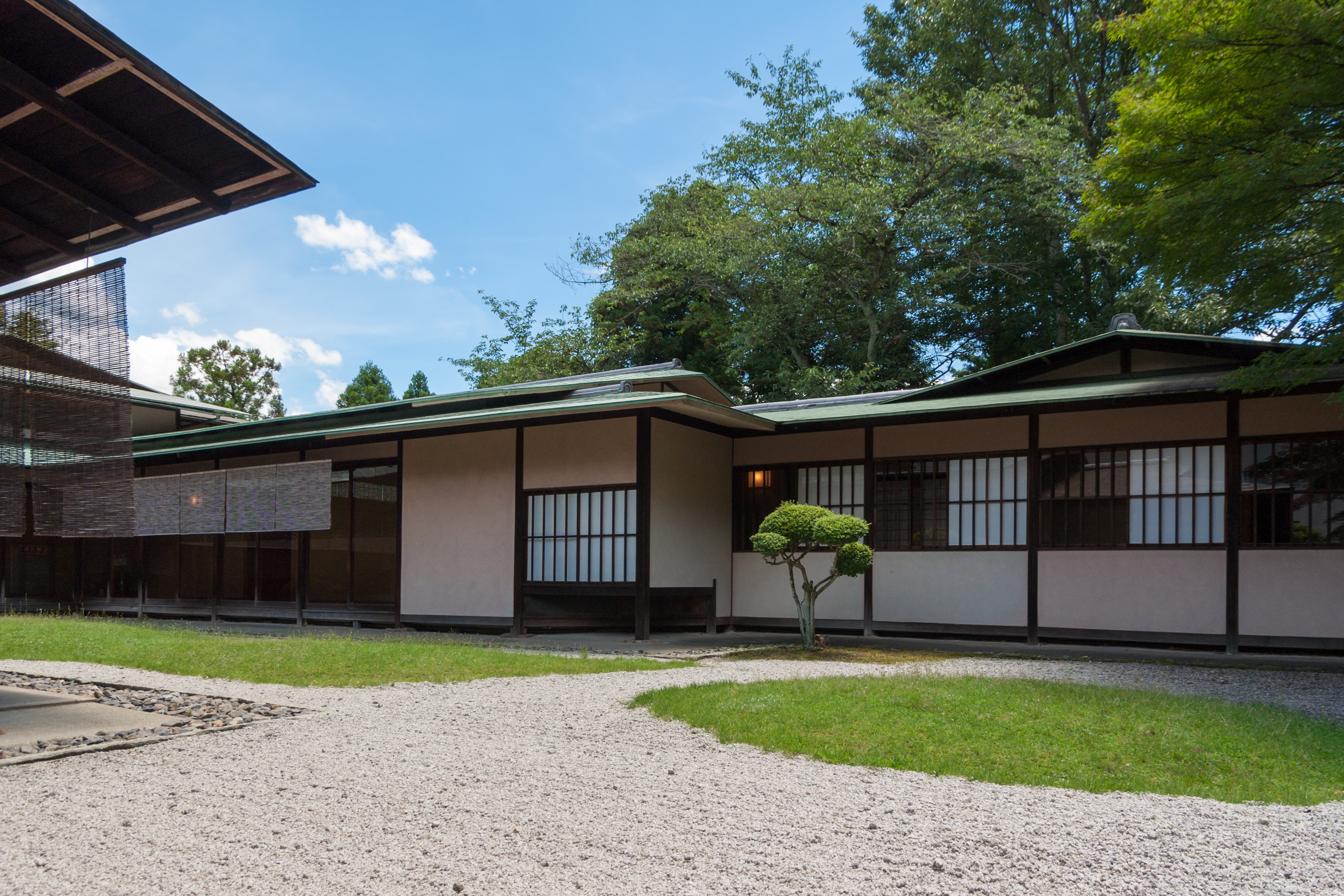
佳水園庭園「白砂の中庭」

宴会場「葵殿」の南に広がる葵殿庭園は日本近代庭園の先覚者として有名な7代目小川治兵衛によって1933年に作庭された回遊式庭園である。また、佳水園庭園は7代目小川治兵衛の長男白楊により、大正14年（1925年）に作庭され、醍醐寺三宝院（京都市伏見区）の庭を模して造られている。葵殿庭園と佳水園庭園はともに1994年に京都市文化財（名勝）に登録された。
1952年には、日立製作所のエアコン第1号機「EW-50」が設置された。
佳水園庭園内の和風別館「佳水園」は村野藤吾の設計により1959年に完成し、戦後の数寄屋造り建築の傑作としても知られる。佳水園ではホテルにいながら伝統的な日本旅館のサービスを受けることができる。
前述の通り、2020年の創業130年に合わせてホテルの営業を続けながら大規模リニューアル工事を2018年6月から行い、2021年4月にリニューアルを終えた。改装中もホテル営業は継続しつつ、新時代に相応しい設備やサービスを加えた。また、ラグジュアリー層に満足して貰えるホテルにするため、以下の点が改善された。
- 客室面積拡大: 総客室数を約半数の270室にする代わりに、2部屋を1部屋にする等で平均客室面積をこれまでの35 m2から50 m2に拡大。エグゼクティブクラブルーム向けのエグゼクティブクラブラウンジも、3階に移動して面積が拡大される。
- スパ・ジム: 敷地内で掘削する温泉を利用したスパを新設。
- 佳水園: 通常客室同様2部屋を1部屋にして客室面積を拡大、温泉も引き込まれる。
- レストラン: 北側一面をガラス張りに変更し、フランス料理のメインダイニングの他、ビュッフェレストランを新設。

改装にかかる投資額は 198億円を見込んだ。

## 交通アクセス
- 鉄道
  - 京都市営地下鉄東西線蹴上駅下車すぐ。
- バス
  - JR東海、JR西日本、近鉄、地下鉄京都駅八条口からホテルバス（無料）で約25分（京都駅八条口にあるサテライトコンシェルジュにて有料でホテルへの荷物運搬サービスを提供）。

## 周辺
- 南禅寺
- 蹴上発電所
- 無鄰菴